# Octavio Mobiglia
Octavio Mobiglia (* 9. April 1923 in Ribeirão Preto, São Paulo; † 3. März 2015) war ein brasilianischer Schwimmer, der auf die Bruststrecken spezialisiert war.
Mobiglia war 1952 und 1956 Olympiateilnehmer. Bei seinem Debüt bei den Olympischen Sommerspielen 1952 in Helsinki, verfehlte er über 200 Meter Brust als Fünfter seines Vorlaufs die Qualifikation für das Halbfinale deutlich. Vier Jahre später, bei den Sommerspielen in Melbourne, wurde er über die gleiche Strecke im Vorlauf wegen des Einsatzes einer regelwidrigen Schwimmtechnik disqualifiziert.  